# アーメド・エル・メッサウディ
アーメド・エル・メッサウディ（Ahmed El Messaoudi、1995年8月3日 - ）は、ベルギー・ブリュッセル出身のサッカー選手。ガズィアンテプFK所属。ポジションはミッドフィールダー。

## 経歴

### メヘレン

#### フォルトゥナ・シッタートへのレンタル
2019年6月22日、2018-19シーズン終了までフォルトゥナ・シッタートにレンタルされた。

### フローニンゲン
2019年8月15日、FCフローニンゲンと3年契約を交わした。

### ガズィアンテプ
2021年9月7日、ガズィアンテプFKと3年契約を交わした。